# Auslandskrankenschein

Europäische Krankenversicherungskarte (Rückseite eGK, Deutschland)

Europäische Krankenversicherungskarte, EKVK (Rückseite e-card, Österreich)

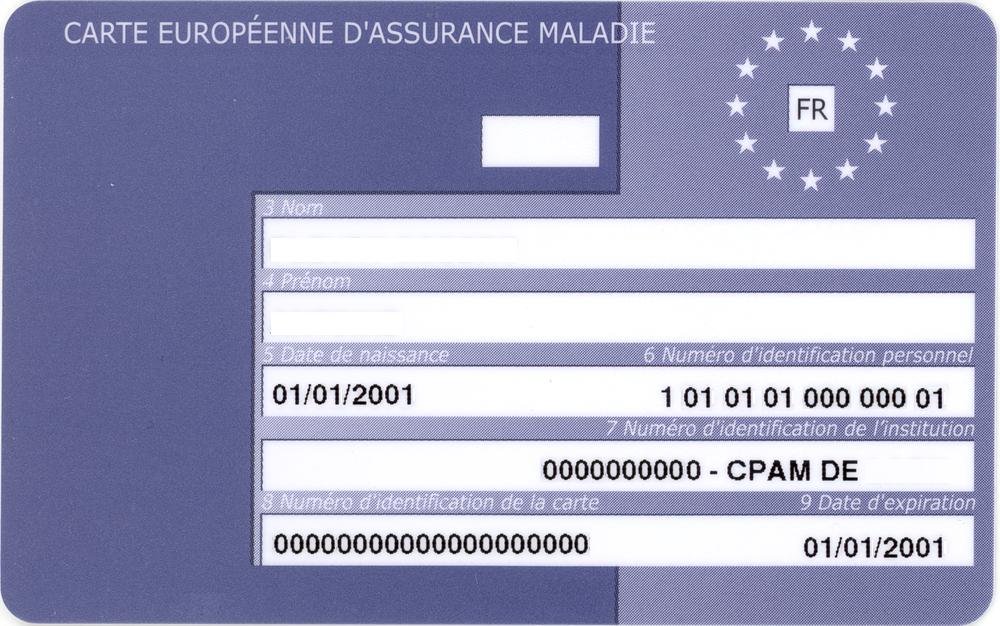
Carte européenne d’assurance maladie, CEAM (Frankreich)

Ein Auslandskrankenschein ist die landläufige Bezeichnung für „Anspruchsbescheinigungen“ für die Inanspruchnahme von Leistungen der deutschen bzw. der österreichischen gesetzlichen Krankenversicherungen im Ausland. In der Schweiz wurde es umgangssprachlich als Formular E111 „für den Auslandsaufenthalt“ bezeichnet.
Der Auslandskrankenschein ist seit 2004 für viele Länder abgelöst worden durch die Europäische Krankenversicherungskarte (EKVK), beziehungsweise European Health Insurance Card (EHIC).

## Europäische Krankenversicherungskarte (EHIC)
Seit dem 1. Juni 2004 wird in den meisten Mitgliedstaaten der Europäischen Union sowie der Schweiz die Europäische Krankenversicherungskarte (EKVK) ausgegeben. Sie ersetzt die Formulare E111 („Anspruch auf Sachleistungen der Krankenversicherung bei Aufenthalt und Reisen in einem Mitgliedsstaat“), die zum 31. Dezember 2005 aufgehoben wurden. In einer späteren Phase werden dann auch andere Vordrucke durch die Europäische Krankenversicherungskarte ersetzt, nämlich
- E110 – für das internationale Verkehrswesen
- E119 – für die Arbeitssuche
- E128 – für Studium und für die Entsendung von Arbeitnehmern in ein anderes Land[2]

Die EKVK ist auf der Rückseite der österreichischen e-Card und kann auf der Rückseite der deutschen elektronischen Patientenkarte oder der Krankenversicherungskarte ausgeführt sein. Aussehen und genaue Gestaltung der EHIC hat die EU-Verwaltungskommission in einem Beschluss festgelegt, der am 27. Oktober 2003 im Amtsblatt der Europäischen Union veröffentlicht wurde.
Aufgrund der rechtlichen Konstruktion (und der Art und Quelle der Finanzierung) wird die Europäische Krankenversicherungskarte nur von gesetzlichen, nicht jedoch von Privaten Krankenversicherungen ausgegeben.
Das Vereinigte Königreich und die EU haben infolge des Handels- und Kooperationsabkommens sich auf eine Fortsetzung der Gesundheitsversorgung geeinigt. Jedoch wurde ein Nachfolger der EHIC eingeführt, die UK Global Health Insurance Card (GHIC), welche die Aufgaben der EHIC teilweise ersetzt, die dennoch dort akzeptiert wird.

## Vorteile
Vor dem 1. Juni 2004 konnten Versicherte in ausländischen EU- und EWR-Staaten als Leistungen nur die Erst- bzw. Notfallbehandlung in Anspruch nehmen. Seit dem 1. Juni 2004 besteht Anspruch auf alle medizinisch notwendigen Leistungen nach den für dieses Land geltenden Vorgaben.
Seit dem 1. Juli 2004 entfällt der Umweg über die zuständige ausländische Institution vor Inanspruchnahme medizinischer Leistungen. Es genügt die europäische Krankenversichertenkarte (EHIC) bzw. die provisorische Ersatzbescheinigung (PEB) als Anspruchsbescheinigung gegenüber dem Behandler.

## Regionaler Geltungsbereich

### Deutsche Krankenversicherungen
In der deutschen Krankenversicherung gilt das Territorialitätsprinzip, d. h. Leistungen werden nur an Versicherte im Geltungsbereich des Gesetzes erbracht (§ 16 Abs. 1 Ziff. 1 SGB V). Das SGB V sieht hiervon Ausnahmen im Rahmen der sogenannten „Ausstrahlung“ oder „Einstrahlung“ vor. Dies betrifft insbesondere Arbeitnehmer, die für einen befristeten Zeitraum aus ihrem Arbeitsverhältnis heraus von Deutschland ins Ausland entsendet werden oder aber – umgekehrt – von ihrem ausländischen Arbeitgeber nach Deutschland entsandt werden. Sie unterliegen weiterhin ihren heimischen Rechtsvorschriften. Regelungen besonderer Sozialversicherungsabkommen bleiben hiervon jedoch unberührt.

#### Länder im Geltungsbereich der Verordnung (EWG) Nr. 1408/71
Abweichend vom Territorialitätsprinzip haben Versicherte Anspruch auf Leistungen der Krankenversicherung in Ländern, in denen die VO 1408/71 gilt. Dies sind die Länder der EU und des EWR sowie die Schweiz, jedoch ohne die Färöer-Inseln und Svalbard.

#### Andere Länder mit Sozialversicherungsabkommen
In Ländern außerhalb des Geltungsbereichs der Verordnung (EWG) Nr. 1408/71, mit denen ein Sozialversicherungsabkommen im Bereich der Krankenversicherung besteht, haben deutsche Versicherte Anspruch auf Leistungen der deutschen Krankenversicherung. Die Inanspruchnahme des Versicherungsschutzes erfordert je nach Land verschiedene Urlaubskrankenscheine oder die Europäische Krankenversicherungskarte (EHIC).
Mit Stand Juni 2015 bestehen mit folgenden Staaten entsprechende Abkommen:
Bosnien-Herzegowina,
Israel (nur Leistungen bei Schwangerschaft und Mutterschaft),
Marokko (nur zur Prüfung der Arbeitsunfähigkeit),
Mazedonien (EHIC wird akzeptiert),
Montenegro (EHIC wird akzeptiert),
Serbien (EHIC wird akzeptiert),
Tunesien,
Türkei.
Folgende Sozialversicherungsabkommen enthalten keine Regelungen für die Krankenversicherung:
Australien,
Brasilien,
Chile,
China (Entsendeabkommen),
Indien (Entsendeabkommen),
Japan,
Kanada/Quebec,
Kosovo,
Republik Korea,
Uruguay,
USA.

#### Andere Länder ohne Sozialversicherungsabkommen
In Ländern außerhalb des Geltungsbereichs der Verordnung (EWG) Nr. 1408/71, mit denen kein Sozialversicherungsabkommen im Bereich der Krankenversicherung besteht, haben deutsche Versicherte nur unter den sehr engen Voraussetzungen des § 17 SGB V und des § 18 SGB V Anspruch auf Leistungen.
In Europa gehören hierzu z. B. Kosovo, Albanien, Belarus, Ukraine, Russland, Monaco und Andorra.

### Österreichische Krankenversicherungen
In Ländern außerhalb des Geltungsbereichs der Verordnung (EWG) Nr. 1408/71 haben österreichische Versicherte nur dann einen Anspruch auf Leistungen ihrer Krankenversicherung, wenn mit diesen Staaten ein Sozialversicherungsabkommen im Bereich der Krankenversicherung besteht. Die Inanspruchnahme des Versicherungsschutzes erfordert je nach Land verschiedene Urlaubskrankenscheine. Mit folgenden Staaten bestehen bilaterale Abkommen:
Bosnien-Herzegowina, Montenegro, Serbien, Türkei
Am 27. Juni 2012 genehmigte der Sozialausschuss des Nationalrats ein neues Abkommen mit Serbien, dass das seinerzeit zwischen Österreich und Jugoslawien abgeschlossene und bisher pragmatisch weiter angewendete Abkommen ersetzen soll. Inhaltlich sind keine wesentlichen Änderungen vorgesehen, lediglich in einzelnen Details, etwa in Bezug auf den Datenschutz und die Versicherungspflicht für diplomatisches Personal, wurden Anpassungen an ähnliche jüngere Abkommen mit anderen Ländern vorgenommen. Gleichzeitig beschloss der Ausschuss, die Vereinbarung mit dem Kosovo über die Weiterverwendung des jugoslawischen Abkommens aufzukündigen. Dadurch gibt es aktuell kein Sozialversicherungsabkommen mit dem Kosovo.
Des Weiteren besteht auch ein Abkommen mit Mazedonien, dort gilt aber seit Jänner 2013 auch die Europäische Krankenversicherungskarte, weshalb kein Auslandskrankenschein mehr benötigt wird.

## Umfang des Versicherungsschutzes
Der Umfang des Versicherungsanspruchs im Ausland richtet sich nach dem jeweiligen nationalen Recht. Dabei kann eine gegenüber dem Inland deutlich erhöhte Kostenbeteiligung anfallen. Diese kann je nach Land sowohl Festbeträge (Zuzahlungen) als auch prozentuale Anteile bis über die Hälfte der Kosten umfassen.
Über den konkreten Umfang des Versicherungsschutzes informieren länderbezogene Merkblätter der Deutschen Verbindungsstelle Krankenversicherung – Ausland (DVKA).
Der Krankenrücktransport aus dem Ausland in die Bundesrepublik ist grundsätzlich nicht von der Krankenkasse zu übernehmen (§ 60 Abs. 4 SGB V).
Aus den genannten Gründen empfiehlt sich eine private Auslandskrankenversicherung weiterhin selbst bei Reisen in Länder im Geltungsbereich der Verordnung (EWG) Nr. 1408/71.
Es kann vorkommen, dass Behandler die Anspruchsbescheinigung bzw. die Europäische Krankenversicherungskarte nicht akzeptieren und eine sofort zu begleichende Privatrechnung ausstellen, die aufgrund höherer Gebührensätze von der eigenen Krankenkasse nur teilweise erstattet wird. In manchen Ländern (z. B. Frankreich, Belgien) sind auch für dort Krankenversicherte Privatrechnungen üblich. Wenn für dort Versicherte jedoch eine Direktabrechnung mit der Krankenkasse vorgeschrieben ist, sollte man den Behandler auf das geltende Recht hinweisen. Allerdings kennen viele Ärzte dieses Recht nicht. Im Fall, dass der ausländische Kassenarzt (Privatärzte sind dazu nicht verpflichtet) nicht akzeptiert, soll man diesen bitten, sich mit seiner regionalen Krankenkasse in Verbindung zu setzen, die informiert sind (oder selbst direkt die ausländische Krankenkasse kontaktieren). Wenn man direkt bezahlt, bekommt man dagegen als Österreicher nur 80 % der Kosten zurückerstattet, auch wenn die verrechneten Tarife nicht höher als in Österreich sind.
Wenn ein in Deutschland GKV-Versicherter medizinischen Leistungen im EU/EWR-Ausland in Anspruch nimmt und die Rechnungsbelege bei der Krankenkasse in Deutschland einreicht, werden nur Kosten übernommen, die auch von den Kassen im betreffenden Land erstattet würden, so dass Selbstbehalte und Zuzahlungen, die im Ausland üblich sind, selbst zu tragen sind. Außerdem werden Kosten nur bis zu der Höhe erstattet, in der sie bei einer inländischen Behandlung erstattet werden, und die Krankenkasse kann darüber hinaus Abschläge für erhöhte Verwaltungskosten vornehmen.
Für bestimmte Leistungen (insbesondere Zahnersatz, geplante Krankenhausaufenthalte, Kuren) übernimmt die deutsche GKV die Kosten nur dann, wenn die Behandlung vorher von ihr genehmigt wurde. So ist beim Zahnersatz ein genehmigter Heil- und Kostenplan erforderlich.

## Organisatorische Umsetzung
In Deutschland oblag der Deutschen Verbindungsstelle Krankenversicherung – Ausland (DVKA) die Umsetzung von EU-Recht und der zwischenstaatlichen Sozialversicherungsabkommen für die gesamte gesetzliche Krankenversicherung (GKV), zum Beispiel bei der Kostenabrechnung mit in- und ausländischen Stellen. Seit dem Inkrafttreten der Gesundheitsreform 2007 werden die entsprechenden Aufgaben nunmehr von der Abteilung DVKA des Spitzenverbands Bund der Krankenkassen wahrgenommen.
Nach EU-Recht war die Einführung der EHIC zum 1. Juni 2004 in den Mitgliedsstaaten umzusetzen. Eine entsprechende Karte gab es zu diesem Termin in Deutschland aber noch nicht, vielmehr stellten die deutschen Krankenkassen eine Ersatzbescheinigung aus. Diese ist in allen Mitgliedstaaten der Union gültig. Die Karte kann mittlerweile von fast allen Kassen auch online bei Eingabe der eigenen Mitgliedsnummer und weiteren Personendaten angefordert werden bzw. wird den Versicherten bei Austausch der Krankenversicherungskarte zugesandt. Bei Bedarf kann auch weiterhin die Provisorische Ersatzbescheinigung Anwendung finden.
Die Zahl der Personen, die eine EHIC hatten, lag im Jahr 2014 bei knapp 206 Millionen.

## Versicherteninformation
Die Smartphone-App „Europäische Krankenversicherungskarte“ (iOS, Android, Windows Mobile) ist eine Anleitung zur Benutzung der Europäischen Krankenversicherungskarte in den 27 EU-Mitgliedstaaten sowie in Island, Liechtenstein, Norwegen, Nordmazedonien und der Schweiz. Sie enthält allgemeine Informationen zur Versicherungskarte, zu Notrufnummern, den abgedeckten Behandlungen und Kosten, über das Verfahren der Kostenerstattung und Ansprechpartner für den Fall des Verlusts der EHIC. Die Anleitung steht in 24 Sprachen zur Verfügung.